# Heliofungia actiniformis
La madrepora attinia (Heliofungia actiniformis Quoy & Gaimard, 1833), detto anche madrepora anemone, corallo anemone, corallo attinia o fungia attinia, è un corallo appartenente alla famiglia Fungiidae. Dotata di uno scheletro calcareo a sviluppo lenticolare, si appoggia solitamente su di un substrato sabbioso o ciottoloso nelle lagune del reef, assumendo la caratteristica forma di una attinia, da cui il curioso nome comune.

## Descrizione

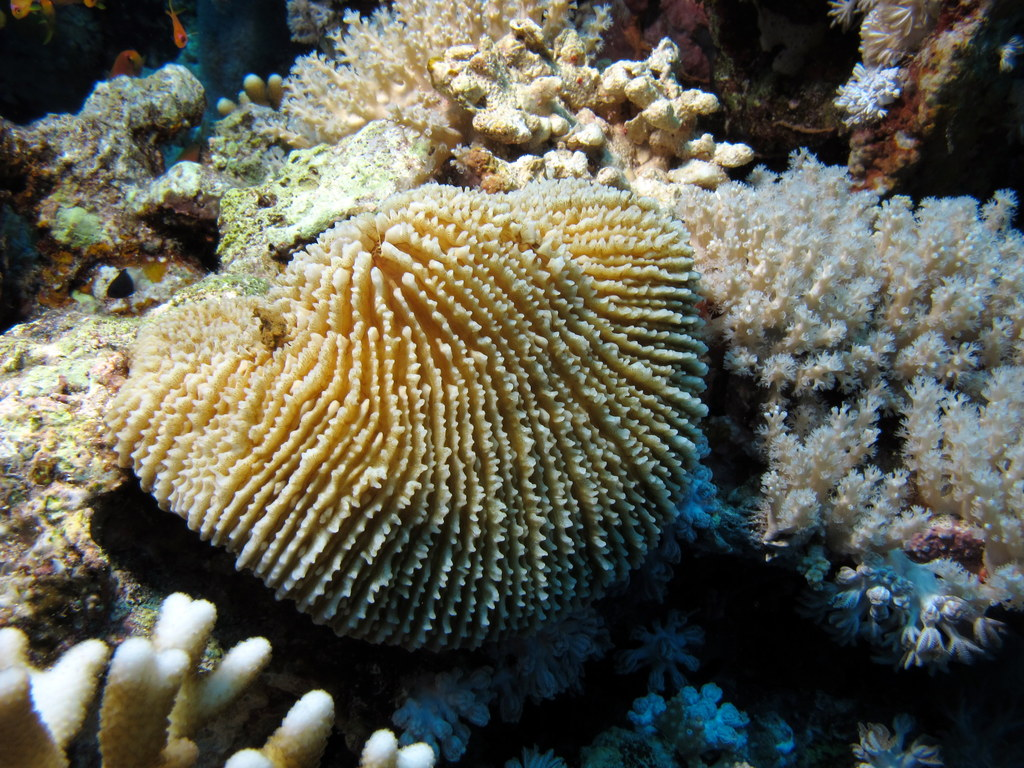
L'aspetto dello scheletro calcareo della madrepora durante la notte, con i tentacoli retratti

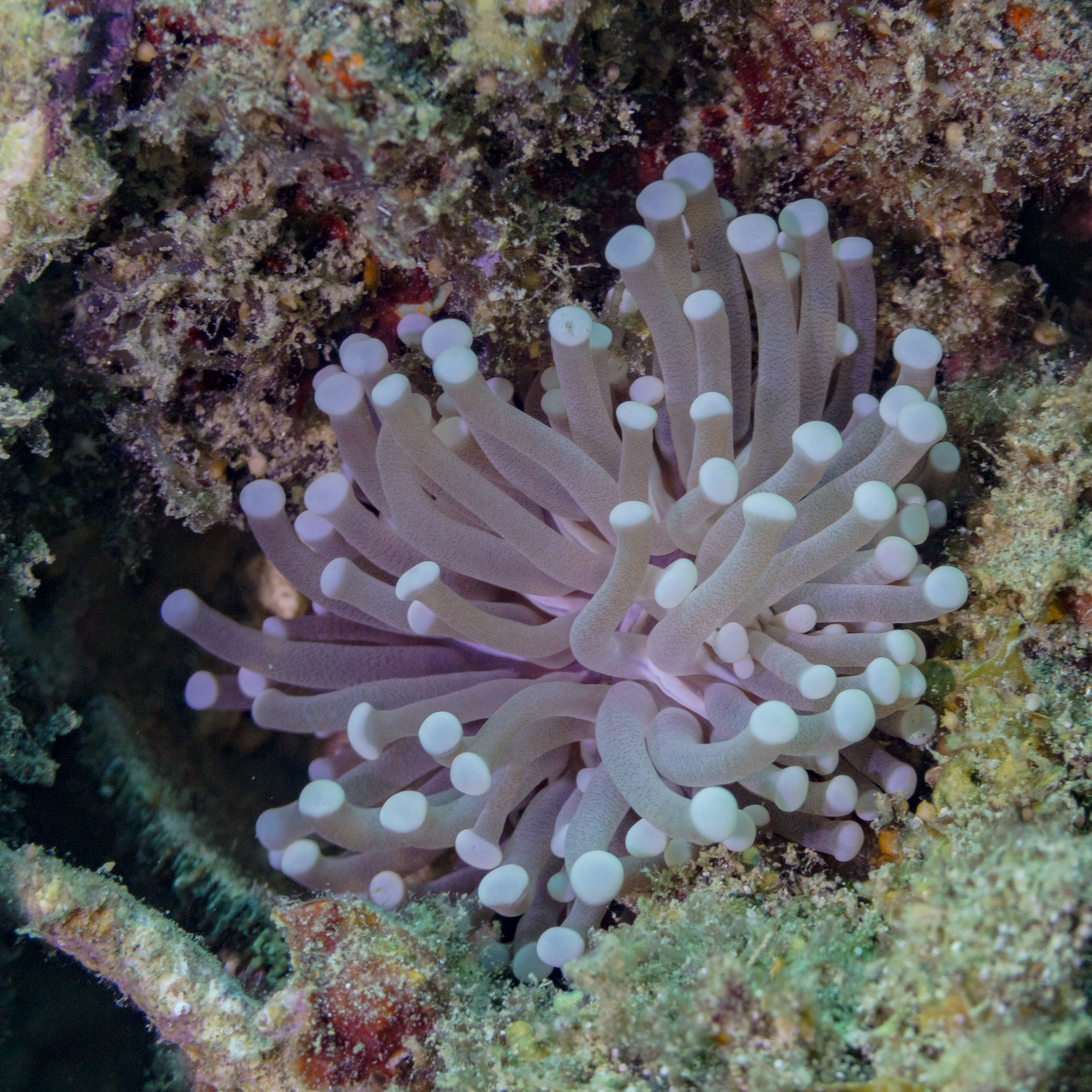
L'aspetto della madrepora anemone durante il giorno, con i tentacoli espansi

Il portamento del polipo ricorda, con i molti e lunghi tentacoli, gli anemoni di mare o attinie (da qui il nome specifico “actiniformis” = somigliante ad una attinia).
Il piatto scheletro calcareo presenta numerosissimi setti radiali dotati di grandi denti lobati, su cui si ancorano i tessuti molli del polipo; al centro del disco orale è visibile la grande apertura orale circondata da più corone di grossi tentacoli, dotati di un apice globulare. Di giorno dal cenosarco carnoso si elevano i numerosi lunghi tentacoli, dalle punte a forma di clava e vivacemente colorate, rendendo l'individuo molto simile ad una attinia; in situazione di riposo i tentacoli si ritraggono nel cenosarco comune, facendo apparire l'individuo simile ad un disco carnoso. Generalmente i tentacoli sono di un intenso color verde, a causa della forte presenza nel cenosarco di alghe simbionti della specie delle zooxantelle, mentre il disco orale e gli apici dei tentacoli sono di un colore più chiaro, verde erba o grigio; si trovano anche individui dai colori sgargianti: tentacoli rosa con il disco orale e gli apici di color fucsia, tentacoli di color rosso magenta con il disco orale e gli apici dei tentacoli grigi.
Nello stato di espansione la madrepora attinia può raggiungere un diametro anche di 50 cm, ed in questo caso i tentacoli sono lunghi oltre 20 cm.

## Biologia

### Alimentazione
Come la maggior parte dei coralli ermatipici, la madrepora attinia si nutre principalmente dei prodotti di fotosintesi delle proprie alghe simbionti. Questo corallo però è anche in grado di catturare degli organismi planctonici animali di una certa dimensione.

### Simbiosi con le zooxantelle
Le zooxantelle sono delle microscopiche alghe unicellulari che vivono in simbiosi con i polipi dei Fungiidae e con altre specie di invertebrati marini; esse, come tutti gli organismi vegetali, assorbono l'anidride carbonica ed i sali minerali e, grazie alla luce solare, li trasformano in numerose sostanze nutritive che vengono successivamente cedute all'organismo che le ospita; in questo modo la madrepora anemone che ospita le zooxantelle riceve una parte del nutrimento che gli occorre dalla simbiosi.

### Rapporti con altri animali del reef

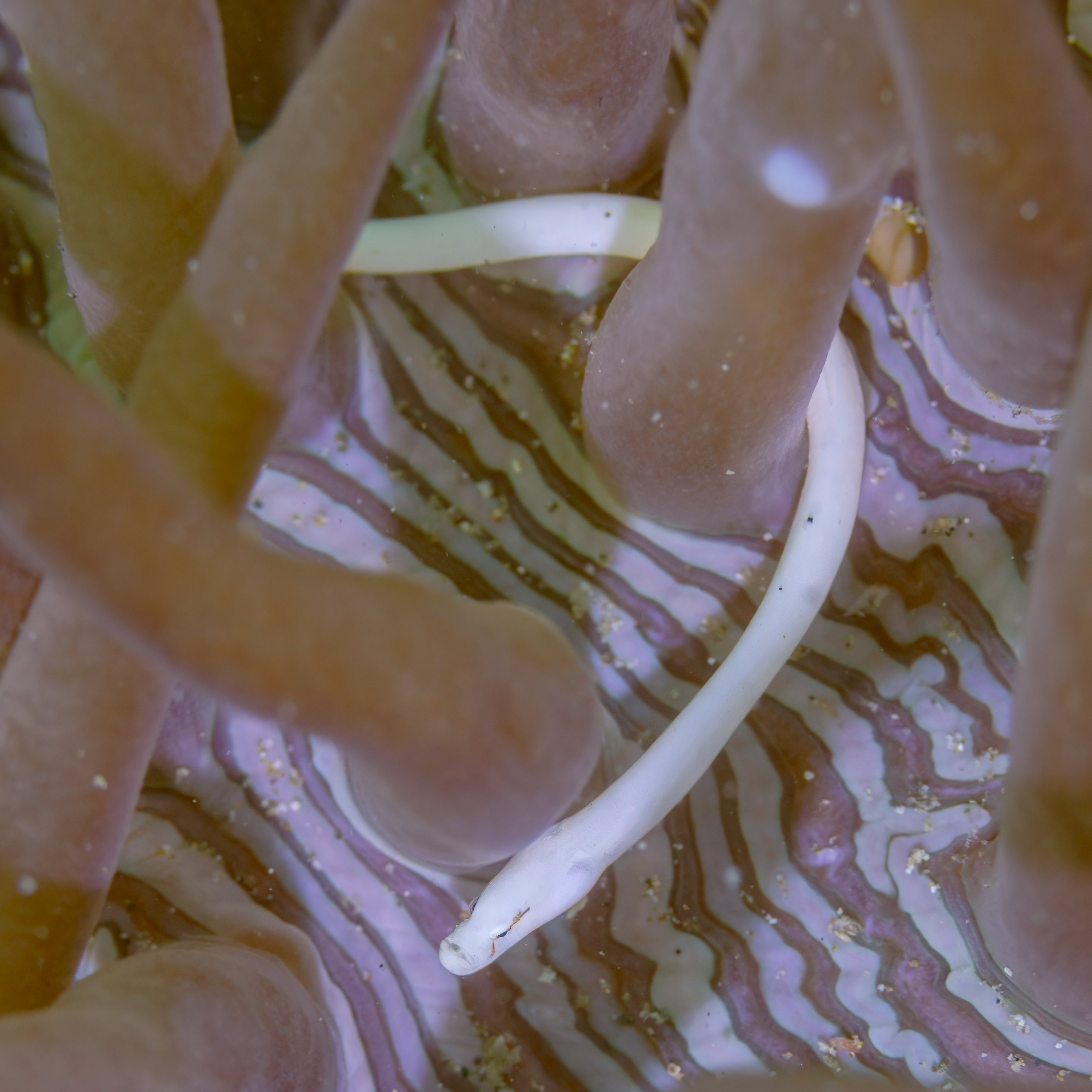
Il pesce pipa Siokunichthys nigrolineatus trova riparo tra i tentacoli della madrepora anemone

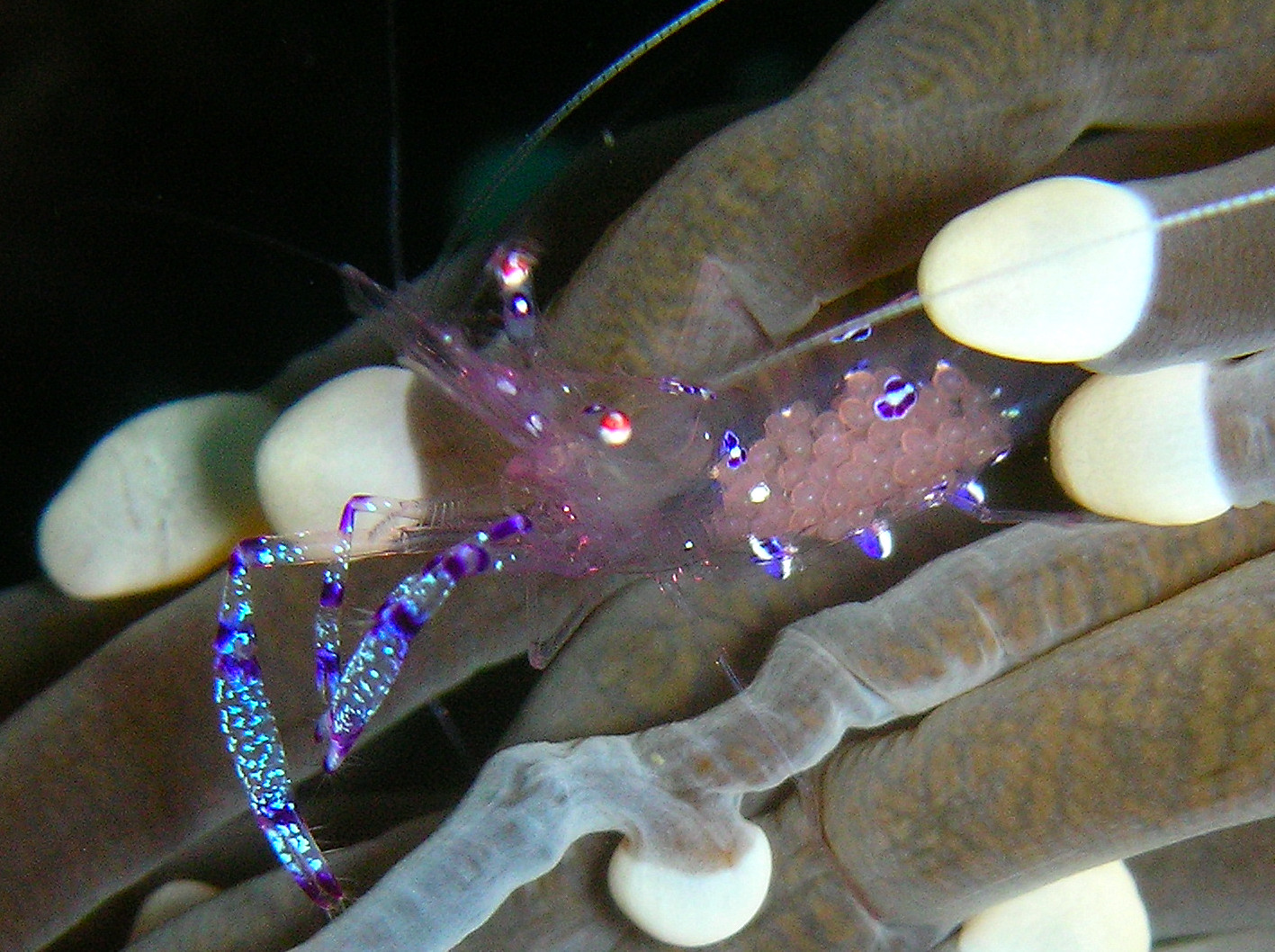
Può offrire riparo a diversi animali del reef, come il gamberetto commensale Ancylomenes sarasvati

Può servire da riparo per diversi animali della barriera corallina, poiché molti pesci come labridi e apogonidi si rifugiano spesso nei pressi dei suoi tentacoli. Tra i pesci, i piccoli pesci pipa del genere Siokunichthys si sono specializzati nel vivere in associazione obbligata nei pressi dei coralli della famiglia Fungiidae, e trovano un vero e proprio riparo tra i tentacoli di Heliofungia. Spesso vivono su questi coralli dei minuscoli gamberetti commensali (tra gli altri, i generi Periclimenes, Ancylomenes e Cuapetes) che solitamente si trovano negli anemoni di mare.

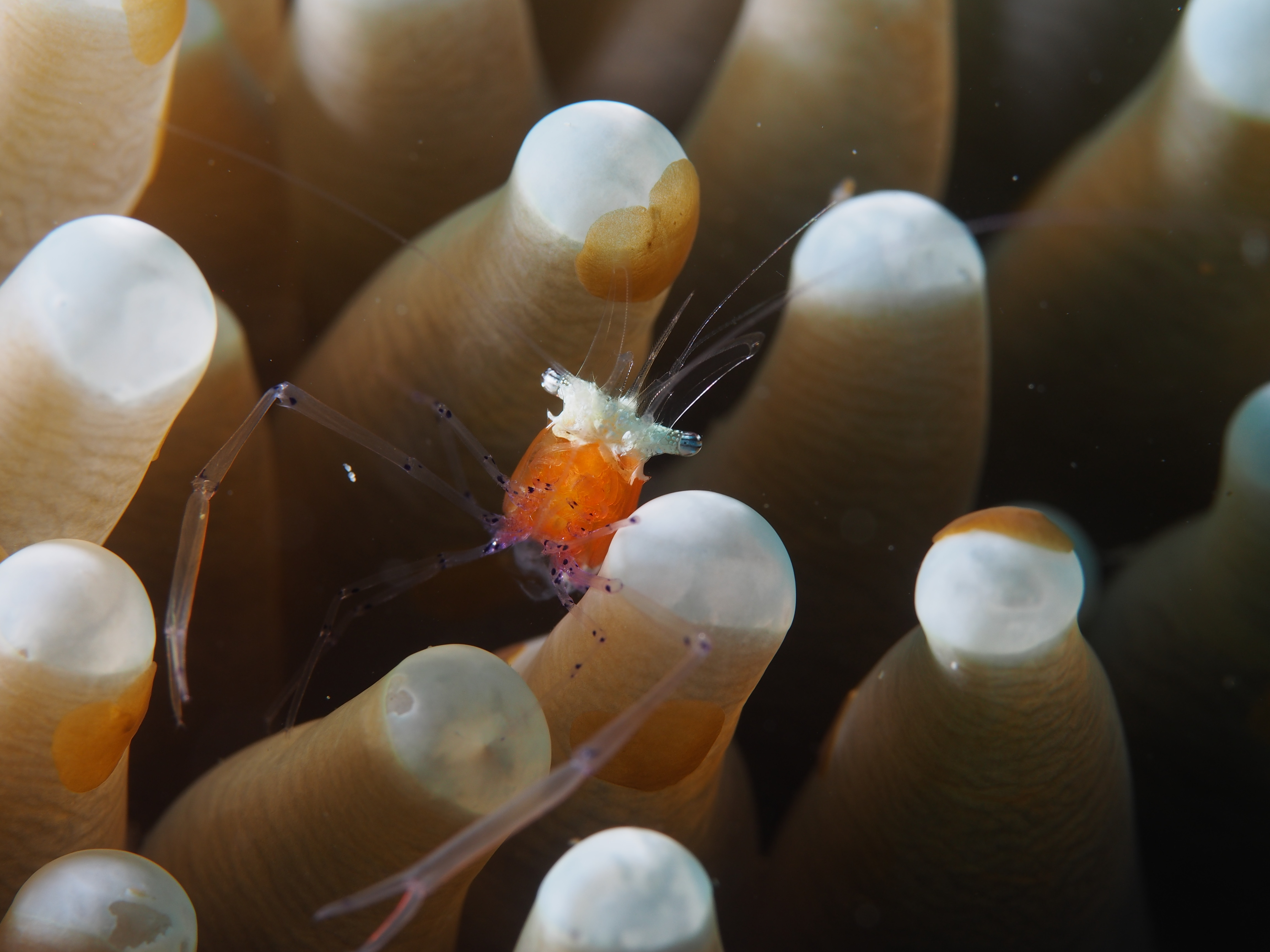
Il gamberetto commensale Cuapetes kororensis al riparo dei tentacoli della madrepora anemone

### Riproduzione
Come già noto per le altre specie della famiglia Fungiidae, anche la madrepora attinia è in grado di riprodursi attraverso la formazione di polipi “figlio” (Anthocauli) che gemmano asessualmente, cosa che si è potuta osservare anche in acquario. Appena il disco boccale (Anthocyatus) raggiunge un diametro da 2 a 3 cm, si separa dal polipo madre. La madrepora attinia ha molto probabilmente sessi separati. Le larve sembrano avere solo una breve fase di nuoto libero. Nel reef si stabiliscono su dei substrati solidi, privilegiando aree ombreggiate e protette dalla corrente. Dalle larve prodotte sessualmente si sviluppano lo stesso gli Anthocauli, dai quali si separa successivamente il disco boccale (in alcuni casi anche diversi in sequenza), sviluppandosi fino a diventare un polipo sessualmente adulto.

## Distribuzione e habitat
La madrepora attinia proviene dall'oceano Pacifico e dall'oceano Indiano; è stato trovato a Singapore, Mozambico, Palau e Mindanao.
La madrepora attinia vive nelle barriere coralline tropicali, dove può essere trovato tra 1 e 25 m di profondità (è limitato a basse profondità per la presenza delle zooxantelle simbionti, che dipendono dai raggi solari per la fotosintesi). Questa madrepora vive soprattutto sulla sabbia o su fondali ciottolosi nelle acque basse e povere di corrente delle lagune. Lo si trova comunque anche nella parte di reef sommitale esterno ricco di luce nelle rientranze o sulle sporgenze della parete di barriera, dove non di rado si trova all’ombra di coralli vicini le cui colonie si sviluppano in altezza. I coralli non sono ancorati sul fondale e sono capaci di lenti spostamenti per mezzo del rigonfiamento del tessuto del polipo. La madrepora attinia vive spesso singolarmente; qualche volta però se ne trovano diversi uno vicino all’altro, tuttavia mai in un numero così grande come avviene spesso per le specie di Fungiidae strettamente imparentate.

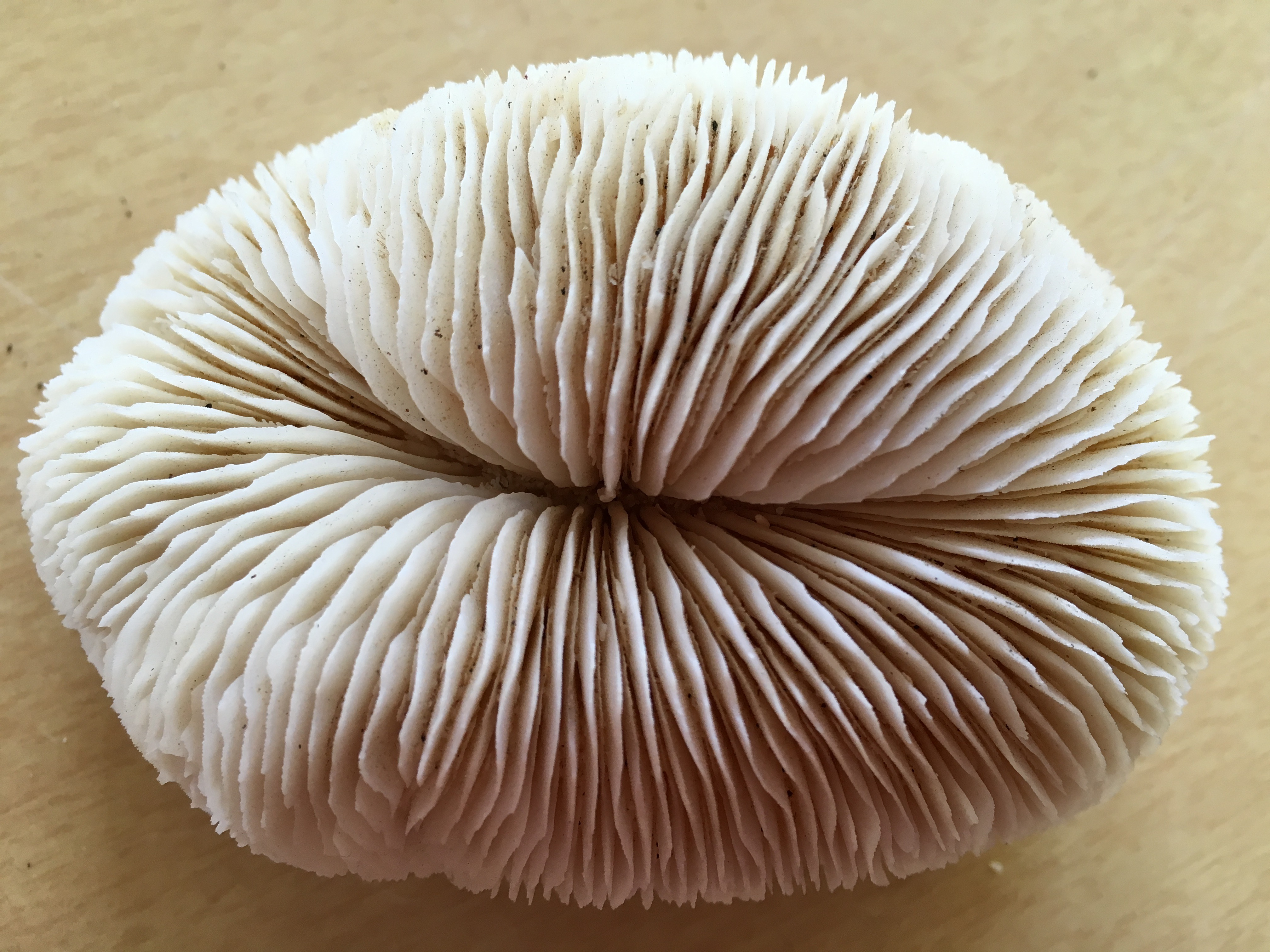
Scheletro calcareo piatto dalla forma di un disco, con setti radiali laminari molto affilati

## Conservazione
Questa specie è classificata come specie vulnerabile (VU) dalla lista rossa IUCN perché è minacciata sia dallo sbiancamento dei coralli che dalla cattura per gli acquari; così che la CITES ne vieta l'importazione nell'Unione europea.

## Acquariofilia
La madrepora attinia è molto apprezzata in acquariofilia, anche se è doveroso ricordare la cattura per gli acquari è una delle minacce per la conservazione di questa specie: è bene ricordare che si tratta di una specie classificata come vulnerabile (VU) dalla lista rossa IUCN; così che la CITES ne vieta l'importazione nell'Unione europea.
In acquario la madrepora attinia preferisce essere sistemata in corrispondenza di una corrente di acqua, ottenuta con l'uso delle apposite pompe di movimento, tale da far muovere dolcemente i tentacoli, quando sono estroflessi, senza però strapazzarli troppo; se il posto non gli aggrada la madrepora attinia può anche muoversi, molto lentamente, per andare alla ricerca di un posto migliore. Abbastanza resistente, per essere una madrepora, ha bisogno di una intensa illuminazione, preferibilmente con luce di colorazione fredda, 10.000 K° ed oltre, ottenuta con lampade fluorescenti lineari o con lampade HQI. Per prolungare la loro permanenza in acquario, è indispensabile mantenere un pH elevato, elevati livelli di Calcio, Magnesio e Stronzio ed inoltre i livelli di fosfati e nitrati il più vicino possibile allo zero. Per il suo ottimale mantenimento in acquario sono necessarie vasche con acqua ben ossigenata e filtrata, meglio se tramite un filtro esterno pressurizzato con la portata oraria di almeno quattro volte la capacità dell'acquario; per mantenere i nostri ospiti in perfetta salute è meglio effettuare regolari trattamenti con un ozonizzatore di adeguata portata, meglio se effettuati all'interno di un apposito schiumatoio. È molto consigliabile preparare l'acqua dell'acquario con sali marini sintetici di ottima qualità, il costo superiore verrà ammortizzato in poco tempo, effettuare abbondanti cambi parziali, preceduti da un'accurata sifonatura del fondo, ed aggiunte settimanali di Oligoelementi e Bioelementi, nonché integratori di Calcio, Magnesio e Stronzio. Nonostante la presenza nel cenosarco di zooxantelle simbionti è consigliabile nutrire la madrepora attinia anche con plancton surgelato o liofilizzato, fatto rinvenire qualche minuto in acqua, preferibilmente la stessa dell'acquario, da spruzzare con una apposita siringa nei pressi dell'individuo; se molto grossa la madrepora attinia può essere nutrita anche con pezzetti di polpa di cozza o brandelli di pesce appoggiati delicatamente sui tentacoli estroflessi. Abbastanza difficile da allevare e soggetto a limitazione nell'importazione, necessita infatti di un certificato CITES, è consigliabile solo per un acquariofilo esperto e molto paziente che riesca a soddisfare le sue particolari esigenze biologiche.